# Incaspis
Incaspis – rodzaj węży z podrodziny ślimaczarzy (Dipsadinae) w obrębie rodziny połozowatych (Colubridae).

## Rozmieszczenie geograficzne
Rodzaj obejmuje gatunki występujące w Ameryce Południowej (Ekwador, Peru i Chile).

## Systematyka
Rodzaj zdefiniował w 1974 roku chilijski herpetolog Roberto Donoso-Barros, w artykule zatytułowanym Opis węża z Peru, opublikowanym w czasopiśmie „Neotropica ”. Gatunkiem typowym jest (oznaczenie monotypowe) I. simonsii.

### Etymologia
Incaspis: Inkowie, ludy zamieszkujące Peru i Boliwię przed konkwistą; gr. ασπις aspis ‘żmija’.

### Podział systematyczny
Do rodzaju należą następujące gatunki:
- Incaspis amaru (Zaher, Arredondo, Valencia, Arbeláez, Rodrigues & Altamirano-Benavides, 2014)
- Incaspis simonsii (Boulenger, 1900)
- Incaspis tachymenoides (Schmidt & Walker, 1943)